# Evangelho da Verdade
O Evangelho da Verdade é um dos textos gnósticos dentre os livros apócrifos encontrados nos códices da Biblioteca de Nag Hammadi ("BNH"). Ele existe em duas traduções coptas, uma no dialeto "lycopolitano" que sobreviveu quase inteira no Codex I (o chamado Codex Jung) e outra no dialeto sahídico em fragmentos no Codex XII.

## História
O Evangelho da Verdade provavelmente foi escrito em grego entre 140 e 180 da era cristã por gnósticos. O texto já era conhecido por Ireneu de Lyon, que argumentou contra o seu conteúdo e o declarou herético. Ele afirmava ainda que ele era uma das obras dos discípulos de Valentim e que era o mesmo "Evangelho de Valentim" mencionado por Tertuliano em Contra Todas as Heresias. A similaridade deste com outros trabalhos que se imagina serem dele e de seus seguidores fazem com que muitos especialistas concordem com Ireneu neste ponto. 
| “ | Então os seguidores de Valentim, livres de todo medo, apresentam suas próprias composições e se vangloriam de ter mais Evangelhos do que os que de fato existem. A sua audácia foi tão longe que eles intitulam a sua mais recente composição "O Evangelho da Verdade", embora ele se pareça em nada com os Evangelhos dos Apóstolos, e assim nenhum Evangelho deles está livre da blasfêmia. Pois se o que eles produzem é o Evangelho da Verdade, e é tão diferente daquele que os apóstolos nos deixaram, aqueles que quiserem podem entender como se pode demonstrar pelas próprias Escrituras que aquilo que nos é deixado pelos apóstolos não é o Evangelho da Verdade. | ” |
|   | — Ireneu de Lyon, Adversus Haereses. |   |

Após suas traduções coptas serem enterradas em Nag Hammadi, o Evangelho da Verdade ficou perdido até sua descoberta em 1945.

## Estilo
A grande qualidade poética do texto é percebida mesmo na tradução e percebe-se uma forte tendência cíclica na apresentação dos temas. Não é só um Evangelho, no sentido de um reporte da vida e obra de Jesus de Nazaré, mas é melhor entendido como uma homilia. O texto é considerado pelos especialistas como um dos que foram mais bem escritos dentre todos os textos da coleção de Nag Hammadi, considerando seu alto valor não apenas como uma grande obra literária, mas também como uma exegese gnóstica sobre diversos Evangelhos, canônicos ou não.
O texto cita Epístola aos Gálatas, Evangelho segundo João, Primeira Epístola de João, Apocalipse, Evangelho segundo Mateus, Primeira Epístola aos Coríntios, Segunda Epístola aos Coríntios, Epístola aos Colossenses e Epístola aos Hebreus do Novo Testamento. Destas, o Evangelho segundo João é o mais citado. Também é influenciado por Tomé, citando-o (Tomé 28.) ao lado de João 3:8 em um ponto (22.13-19).

## Conteúdo
O texto descreve uma teoria sobre a emergência do Erro personificado em forma feminina. Sua ignorância e sua vontade de ver o Pai geraram medo, que se apresentou numa nuvem pela qual o Erro ganhou poder.
Em seguida, descreve Jesus sendo enviado por Deus para remover a ignorância. Jesus era visto como um doutor embaraçando os outros escribas e doutores e afirmando que eles eram tolos por tentarem entender o mundo analisando a lei. Mas o Erro ficou furioso com isso e pregou Jesus numa árvore. O texto prossegue descrevendo o conhecimento que leva à salvação, que constitui o eterno descanso e a ignorância como um pesadelo.
Tendo descrito a parábola do Bom Pastor (João 10:1–42) de maneira esotérica, continua descrevendo como alimentar os famintos e dar repouso aos exaustos deve ser entendido como alimento à fome espiritual e repouso aos exaustos deste mundo.
Segue então uma parábola sobre a unção, cujo significado é obscuro, mas pode estar relacionado à forma como uma ânfora lacrada significa que ela está cheia, uma metáfora para conhecimento — obtenha o "lacre" final no quebra-cabeças e você entenderá, mas sem ele, as migalhas de compreensão que você possui podem ainda ser facilmente desmontadas:
| “ | Mas aqueles quem ele ungiu são os únicos que se tornaram perfeitos. Pois jarros cheios são aqueles que são ungidos. Mas quando a unção de um jarro [lacre] é dissolvida, ele esvazia, e pela razão de haver uma deficiência é aquela pela qual o óleo da unção se vai. Pois naquele momento um sopro o leva, uno pelo poder daquele dentro dele. Mas daquele que não tem deficiência, nenhum lacre é removido e nada se esvazia. Então o que lhe falta o Pai Perfeito repõe. | ” |
|   | — Desconhecido, Evangelho da Verdade. |   |

Exceto por uma descrição final sobre como adquirir paz pela Gnose, o resto do texto contém tratados relacionados à conexão entre o Filho e o Pai. Um exemplo disto é a frase utilizada o nome do Pai é o do Filho, que deve ser entendido na maneira esotérica de que o Filho é o nome, ao invés de significando que Filho é um nome para o Pai.